# 實川額十郎 (初代)
初代 實川 額十郎（しょだい じつかわ がくじゅうろう、1782年（天明2年） - 1835年12月23日（天保6年11月4日））は、江戸時代後期の上方の歌舞伎役者。屋号は井筒屋。俳名に延若・鬼丈がある。
はじめ初代淺尾工左衛門の門人で淺尾八百藏と名乗る。寛政7年（1795年）ごろから大坂小芝居で活躍、翌寛政8年に二代目中村仲藏に認められて門人となり、中村八百藏と改名する。しかしほどなく仲藏が死去。文化6年（1809年）には工左衛門の門下に復帰し淺尾勇次郎と改名する。翌文化7年からは江戸の舞台にも立った。
文政元年（1818年）上方の舞台に復帰、三代目中村歌右衛門の勧めで文政5年（1822年）大坂・淺尾與三郎座の『けいせい染分手綱』で淺尾額十郎と改名。以後めきめきと腕を磨き、上方歌舞伎の人気役者として活躍する。1833年（天保4年）に初代實川額十郎と改名するが、その2年後に病に倒れて死去した。
立役、武道、和事、女形など幅広い役柄をこなし、實川姓の歌舞伎役者の始祖ともなった。当たり役は『菅原伝授手習鑑』の菅丞相・武部源蔵、『心中天網島』の粉屋孫右衛門など。
養子に二代目實川額十郎と二代目實川勇次郎がいる。